# Hopfgarten (Grammetal)
Hopfgarten ist ein Ortsteil der Landgemeinde Grammetal im Westen des Landkreises Weimarer Land. Es ist auch der Herkunftsort des thüringischen Adelsgeschlechtes der Herren von Hopffgarten.

## Geografie
Der Ort liegt im Grammetal am Fuße des Wartberges. Der landwirtschaftliche Speicher Talsperre Hopfgarten liegt auf dem Gemeindegebiet.

## Geschichte

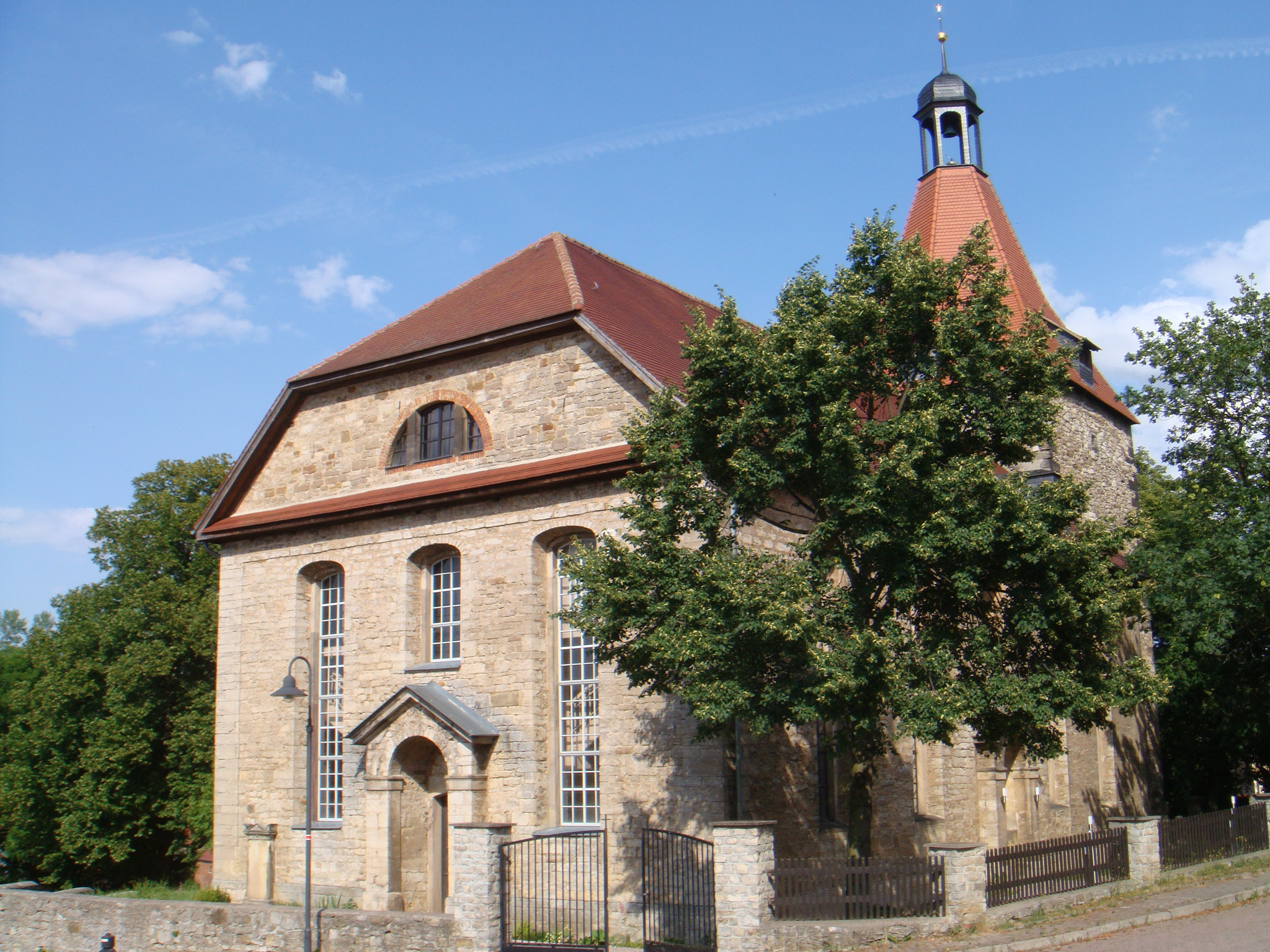
Evangelische Dorfkirche, 2010

Eine erste urkundliche Erwähnung Hopfgartens erfolgte im Jahr 842 als „Hophgarto“ in Güterverzeichnissen der Reichsabtei Fulda. 1226 erscheint der Ort als Hoefgarten. Man geht heute davon aus, dass sich der Name von Hoppegartyn (= Stutengehege) ableitet.
Eine Burgstelle liegt in der Niederung der Gramme und gilt als Stammsitz der ab 1247 genannten Herren von Hopffgarten, die Burg soll bereits 1303 zerstört worden sein. Ursprünglich stand das Dorf unter der Herrschaft der Grafschaft Vieselbach, ging aber 1286 bedingungsweise und nach dem Thüringer Grafenkrieg 1343 endgültig an die Stadt Erfurt. Diese baute dort einen festen Rundturm als Wartturm. Die Pfarrei ist erstmals 1329 nachweisbar. Der erste evangelische Pfarrer kam 1579 nach Hopfgarten. Die klassizistische Dorfkirche Hopfgarten wurde 1834 errichtet.
Ab 1815 war der Ort Teil des Großherzogtums Sachsen-Weimar-Eisenach (Amt Vieselbach) und wurde nach 1945 mit dem Land Thüringen Teil der Sowjetischen Besatzungszone und der DDR. Seit 1990 gehört der Ort zum neu gegründeten Bundesland Thüringen.
Am 31. Dezember 2019 schloss sich die Gemeinde Hopfgarten mit weiteren Gemeinden zur Landgemeinde Grammetal zusammen. Die Verwaltungsgemeinschaft Grammetal, der alle Gemeinden angehörten, wurde gleichzeitig aufgelöst.

## Politik

### Ehemaliger Gemeinderat
Der Gemeinderat in Hopfgarten bestand aus acht Ratsmitgliedern, die bei der Kommunalwahl am 26. Mai 2019 in einer Verhältniswahl gewählt wurden, und dem ehrenamtlichen Bürgermeister als Vorsitzender.
Die letzte Sitzverteilung im Gemeinderat:
| Wahl | CDU | SPD | Reit-Zucht und Fahrverein | Feuerwehrverein Hopfgarten e.V | Gesamt  |
| ---- | --- | --- | ------------------------- | ------------------------------ | ------- |
| 2019 | 1   | 2   | 3                         | 2                              | 8 Sitze |

### Ehemaliger Bürgermeister
Letzter Bürgermeister von Hopfgarten war Roland Bodechtel, der erstmals am 6. Juni 2010 gewählt wurde. Bei der Bürgermeisterwahl am 5. Juni 2016 wurde in seinem Amt bestätigt.

### Wappen
Das Wappen Hopfgartens zeigt eine Linde, umgeben von zwei Hopfenstangen.

## Verkehrsanbindung
Der Haltepunkt Hofgarten liegt an der 1846 eröffneten Bahnstrecke Halle–Bebra (Thüringer Bahn). Hier verkehrt die RB 20 Eisenach – Erfurt – Weimar – Oßmannstedt – Naumburg – Leipzig im Stundentakt betrieben von Abellio Rail Mitteldeutschland.

## Sehenswürdigkeiten
- Der Wartturm auf einem kleinen Hügel ist ein fester, 20 Meter hoher Rundturm. Der untere Teil stammt aus dem 14., der obere aus dem 16. Jahrhundert. Der Turm hat einen Rundbogen-Eingang mit Erfurter Wappen. Der Turm gehörte zu dem System von Beobachtungstürmen, welche die Stadt Erfurt um sich herum errichtete.

### Gedenkstätte

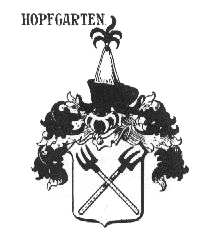
Familienwappen

- Auf dem Dorfplatz erinnert seit 1984 eine Stele an den Todesmarsch von KZ-Häftlingen des KZ Buchenwald, die im Frühjahr 1945 durch den Ort getrieben wurden.
- An dem Denkmal auf dem Kirchhof für die Gefallenen beider Weltkriege aus dem Ort wird auch der Opfer in den sowjetischen Internierungslagern (1945–1950) gedacht.

## Persönlichkeiten
- Johann Wolfgang Friedrich Bönneken (1706–1769), Mediziner
- Fridolin Frenzel (1930–2019), Maler, Grafiker, Zeichner und Textilkünstler

## Sonstiges
Hopfgarten ist Teil einer Bildreihe von Lyonel Feininger, der Teile des Ortes in der Zeit seines Aufenthaltes am Bauhaus Weimar malte. Dabei entstand unter anderem das Bild Hopfgarten, 1920.

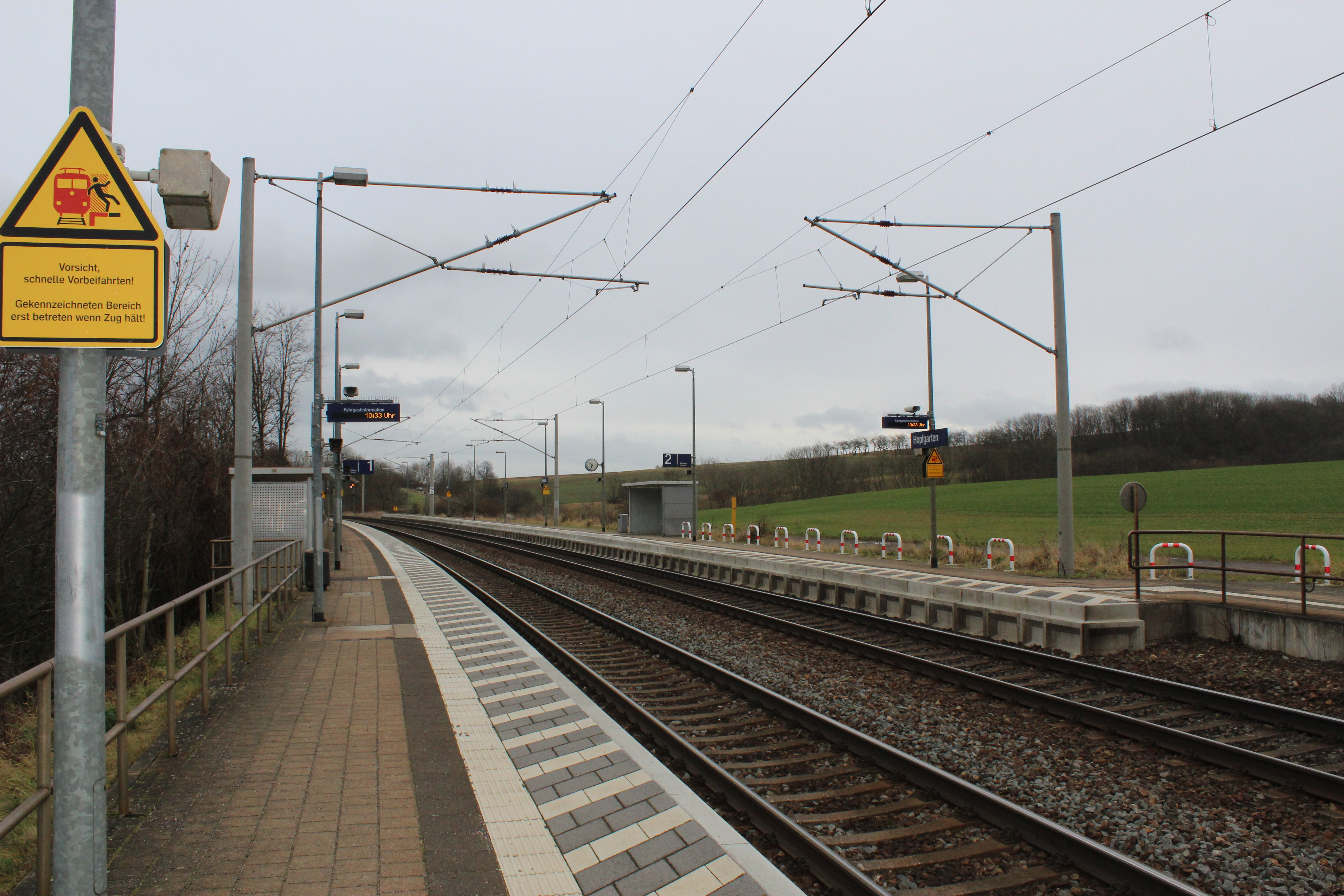
Haltepunkt Hopfgarten (2017)